# Teka Kassahun
Teka Kassahun (ur. 23 sierpnia 1950 w Gojjam) – etiopski piłkarz grający na pozycji pomocnika. W swojej karierze grał w reprezentacji Etiopii.

## Kariera klubowa
W swojej karierze piłkarskiej Kassahun grał w klubie Saint-George SA.

## Kariera reprezentacyjna
W 1976 roku Kassahun został powołany do reprezentacji Etiopii na Puchar Narodów Afryki 1976. Wystąpił na nim w trzech meczach grupowych: z Ugandą (2:0), z Gwineą (1:2) i z Egiptem (1:1).
W 1982 roku Kasshuna powołano do kadry na Puchar Narodów Afryki 1982. Zagrał na nim w jednym meczu grupowym, z Nigerią (0:3).